# 冈呼亚格·乌云格勒
冈呼亚格·乌云格勒（转写：Gankhuyagiin Oyuungerel，1985年—），生于蒙古国乌兰巴托市，2007年蒙古国小姐，代表蒙古国参加了在中国举行的2007年度世界小姐比赛。参赛时，她就读于位于乌兰巴托市的人文大学，志在成为金融家。